# Charlevoix-Est
Pour les articles homonymes, voir Charlevoix (homonymie).
Charlevoix-Est est une municipalité régionale de comté de la province de Québec, dans la région administrative de la Capitale-Nationale, créée le 1er janvier 1982. Son chef-lieu est la ville de Clermont. Elle est composée de 9 municipalités : 2 villes, 4 municipalités, 1 paroisse et 2 territoires non organisés. 

## Présentation de la région naturelle

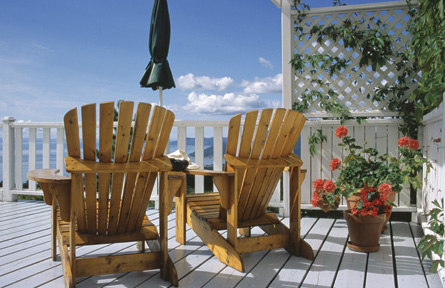
Terrasse à La Malbaie Charlevoix, Québec

Charlevoix-Est, avec la MRC de Charlevoix, compose aussi la région de Charlevoix. La région entre La Malbaie et Baie-Saint-Paul correspond à un ancien impact d'astéroïde qui s'est produit il y a environ 342 millions d'années.

## Géographie

### Entités territoriales
La MRC est constituée de sept municipalités locales.
| Nom                   | Statut       | Population 2021 | Superficie (km2) | Densité (h/km2) | Ref. |
| --------------------- | ------------ | --------------- | ---------------- | --------------- | ---- |
| Baie-Sainte-Catherine | Municipalité | 184             | 416,9            | 0,44            |      |
| Clermont              | Ville        | 3 065           | 52,3             | 58,6            |      |
| La Malbaie            | Ville        | 8 235           | 459,34           | 17,93           |      |
| Notre-Dame-des-Monts  | Municipalité | 789             | 57,5             | 13,72           |      |
| Saint-Aimé-des-Lacs   | Municipalité | 1 158           | 96,9             | 11,95           |      |
| Saint-Irénée          | Municipalité | 678             | 154,39           | 4,39            |      |
| Saint-Siméon          | Municipalité | 1 139           | 412,3            | 2,76            |      |
| Total                 | Total        | 15 409          | 2 957,4          | 5,21            |      |

## Démographie
| 1991   | 1996   | 2001   | 2006   | 2011   | 2016   | 2021   |
| ------ | ------ | ------ | ------ | ------ | ------ | ------ |
| 17 413 | 16 941 | 16 624 | 16 372 | 16 240 | 15 509 | 15 409 |

## Éducation
Commission scolaire de Charlevoix